# Cotopaxi (provincie)
Cotopaxi is een provincie in het midden van Ecuador. De hoofdstad van de provincie is Latacunga. In de provincie ligt de 5.897 meter hoge Cotopaxi-vulkaan. 
De provincie ontstond op 1 april 1851, onder de naam "León". In 1938 kreeg zij haar huidige naam. Naar schatting zijn er 476.428 inwoners in 2018.

## Kantons
De provincie is bestuurlijk onderverdeeld in zeven kantons. Achter elk kanton wordt de hoofdplaats genoemd.
| Nr. | Kanton    | Inwoners | Oppervlakte | Hoofdplaats           | Inwoners |
| --- | --------- | -------- | ----------- | --------------------- | -------- |
| 1   | La Maná   | 53.793   | 663 km²     | La Maná               | 31.740   |
| 2   | Latacunga | 217.261  | 1.377 km²   | Latacunga             | 77.267   |
| 3   | Pangua    | 21.867   | 721 km²     | El Corazón            | 1.872    |
| 4   | Pujilí    | 66.980   | 1.308 km²   | Pujilí                | 16.152   |
| 5   | Salcedo   | 67.493   | 484 km²     | San Miguel de Salcedo | 16.751   |
| 6   | Saquisilí | 24.356   | 208 km²     | Saquisilí             | 9.883    |
| 7   | Sigchos   | 18.460   | 1.313 km²   | Sigchos               | 2.816    |

| Detailkaart |
| ----------- |
|             |
| Kantons     |